# Konsultacje transgraniczne
Konsultacje transgraniczne – pojęcie używane w prawie europejskim, lecz bez bezpośredniej definicji, używane każdorazowo do określenie typu konsultacji z krajami mającymi interes w sprawie, której dotyczą konsultacje i określa procedurę, która umożliwia państwom, na terenie których potencjalnie mogą wystąpić oddziaływania na środowisko związane z realizacją w innym państwie przedsięwzięcia, poinformowanie swoich społeczeństw o tym przedsięwzięciu oraz zgłoszenie uwag.
Na przykład Generalny Dyrektor Ochrony Środowiska, w ramach procedury wydawania tzw. decyzji środowiskowej dla pierwszej w Polsce elektrowni jądrowej, prowadził konsultacje transgraniczne z czternastoma krajami.
Częścią postępowania są tzw. konsultacje transgraniczne prowadzone w oparciu o akt prawa międzynarodowego, czyli konwencję z Espoo, której Polska jest stroną. Przed wydaniem decyzji środowiskowej, która jest niezbędna do realizacji przedsięwzięcia, właściwy do jej wydania organ – w tym wypadku Generalny Dyrektor Ochrony Środowiska – analizuje informacje dotyczące potencjalnych oddziaływań przedsięwzięcia na środowisko, w tym uwagi zgłoszone przez inne państwa.
Konwencja z Espoo służy wymianie informacji, w tym odniesieniu się do ewentualnych zastrzeżeń. Dzięki stosowaniu zapisów konwencji państwa uczestniczące w postępowaniu mogą mieć wpływ na przebieg realizacji przedsięwzięć – w ramach postępowania ustalane są rozwiązania chroniące także ich środowisko.